# Элефтеронисос
Элефтеронисос (Элейфтеронисос, греч. Ελευθερόνησος) — необитаемый остров в Греции. Расположен в Эгейском море, у мыса Элефтера на входе в заливы Иерисос (Акантиос) и Орфанос (Стримоникос), к востоку от порта Стратонион, к юго-востоку от острова Кафканас. Южнее расположен скалистый островок Элефтераки (Лефтераки, Ελευθεράκι). Административно относится к сообществу Стратоники в общине Аристотелис в периферийной единице Халкидики в периферии Центральная Македония.